# Екст
Екст (нід. Eext) — село в нідерландській провінції Дренте. Входить до муніципалітету А-ен-Гюнзе.
Його площа становить 17,89 км², а населення станом на 2021 рік складало 1 430 осіб.
Перша згадка про населений пункт датується 1309 роком.

## Галерея

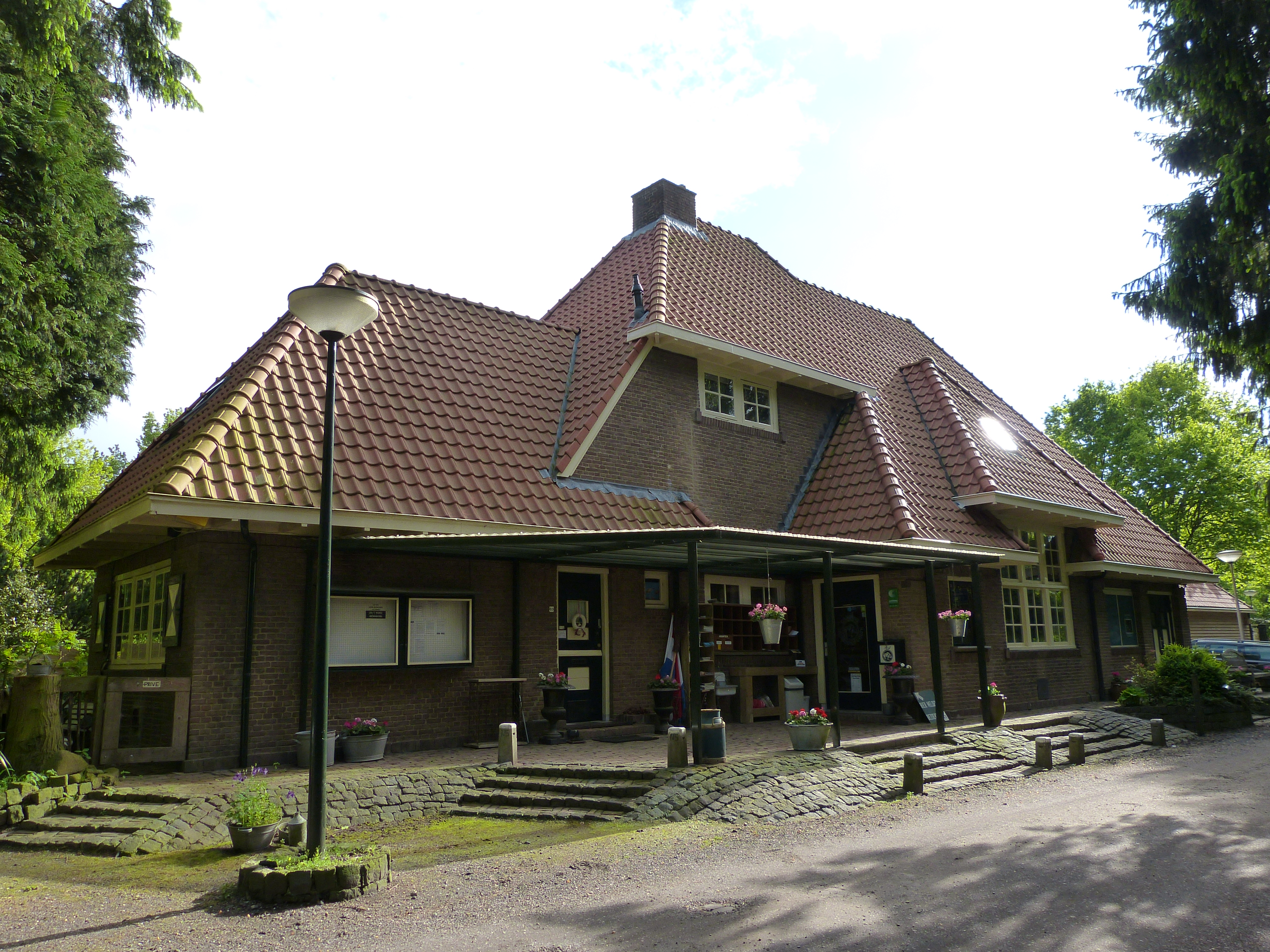
Будівля колишньої залізничної станції
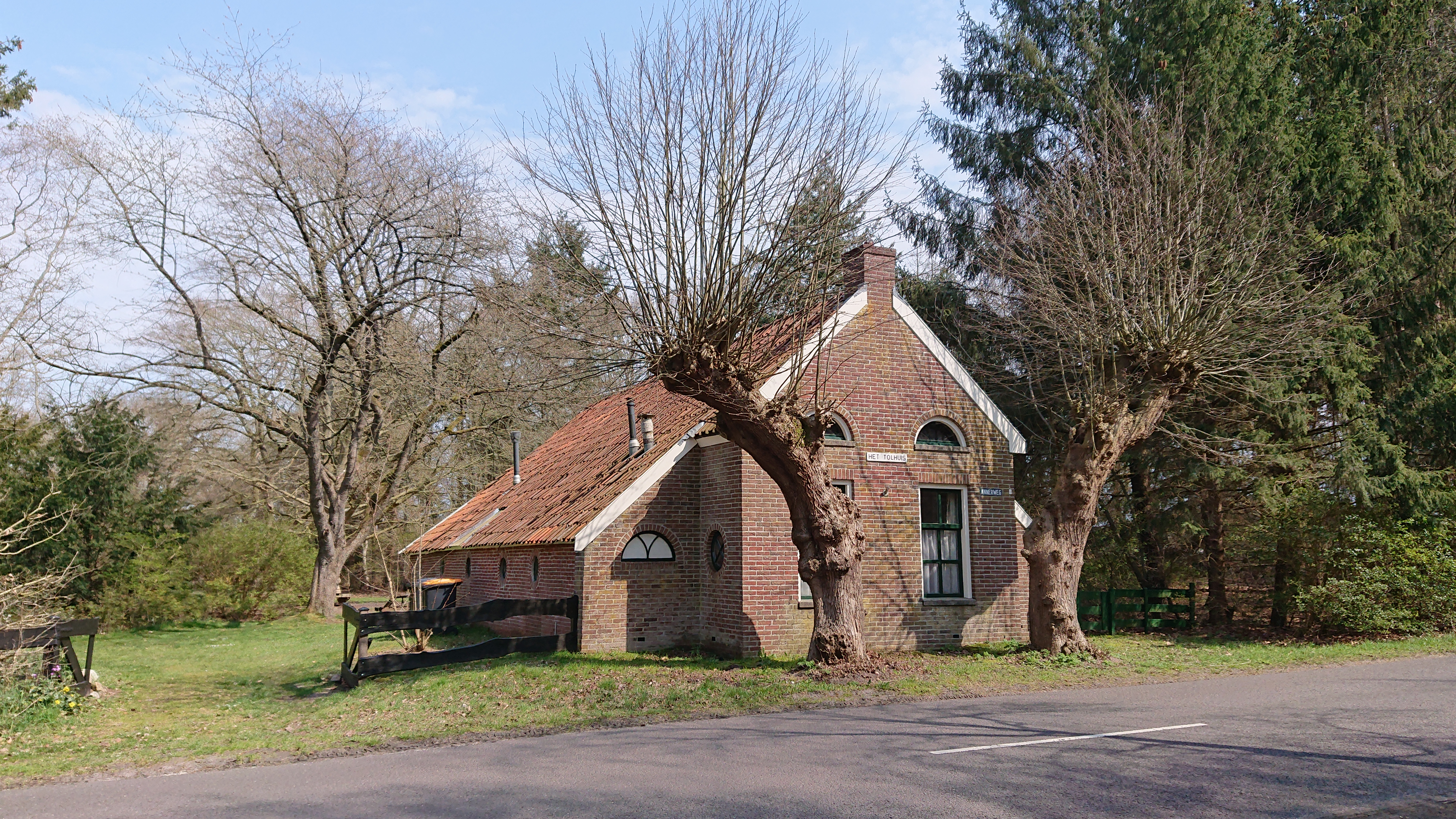
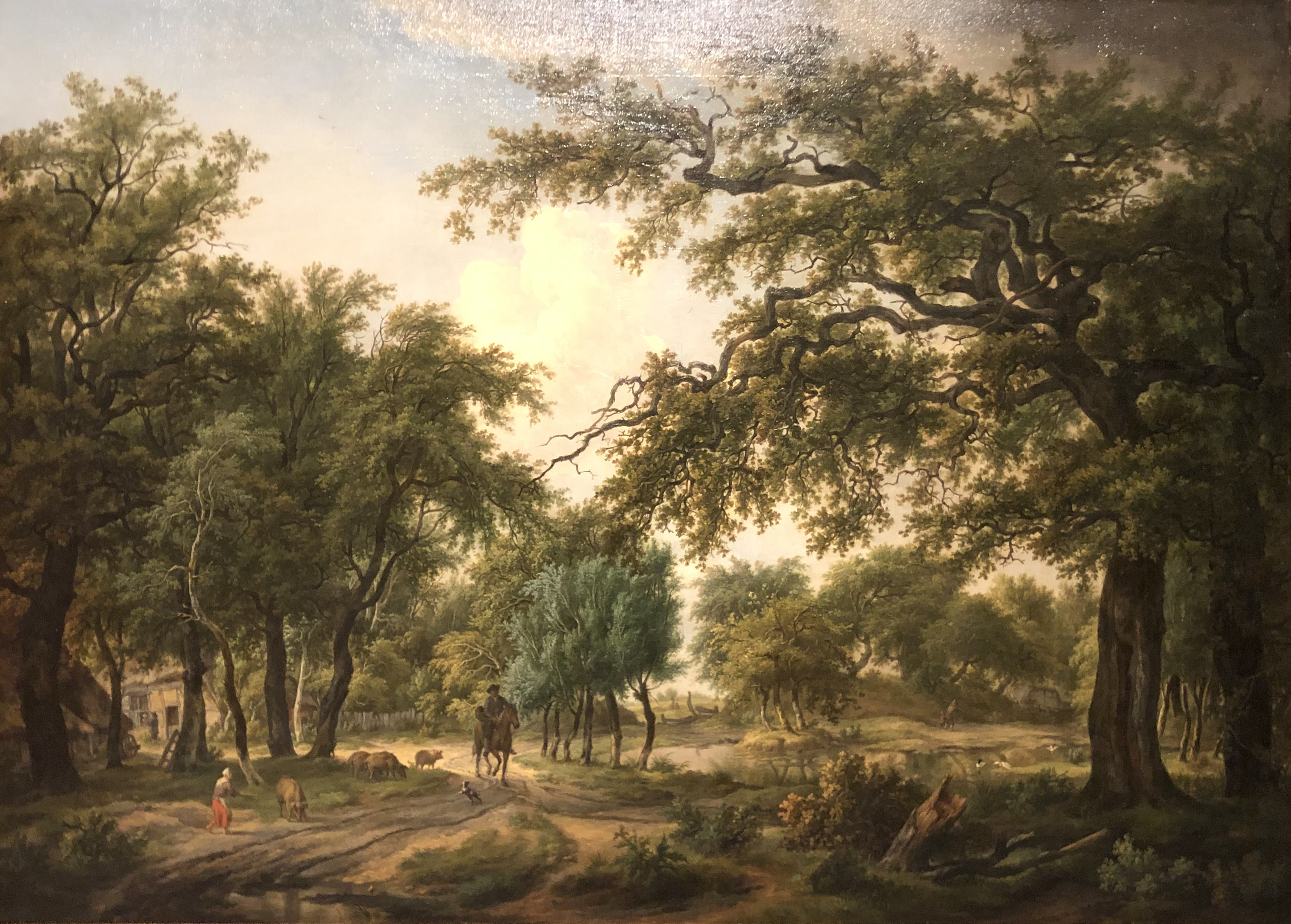
Екст на картині Егберта ван Дрілста (прибл. 1810)
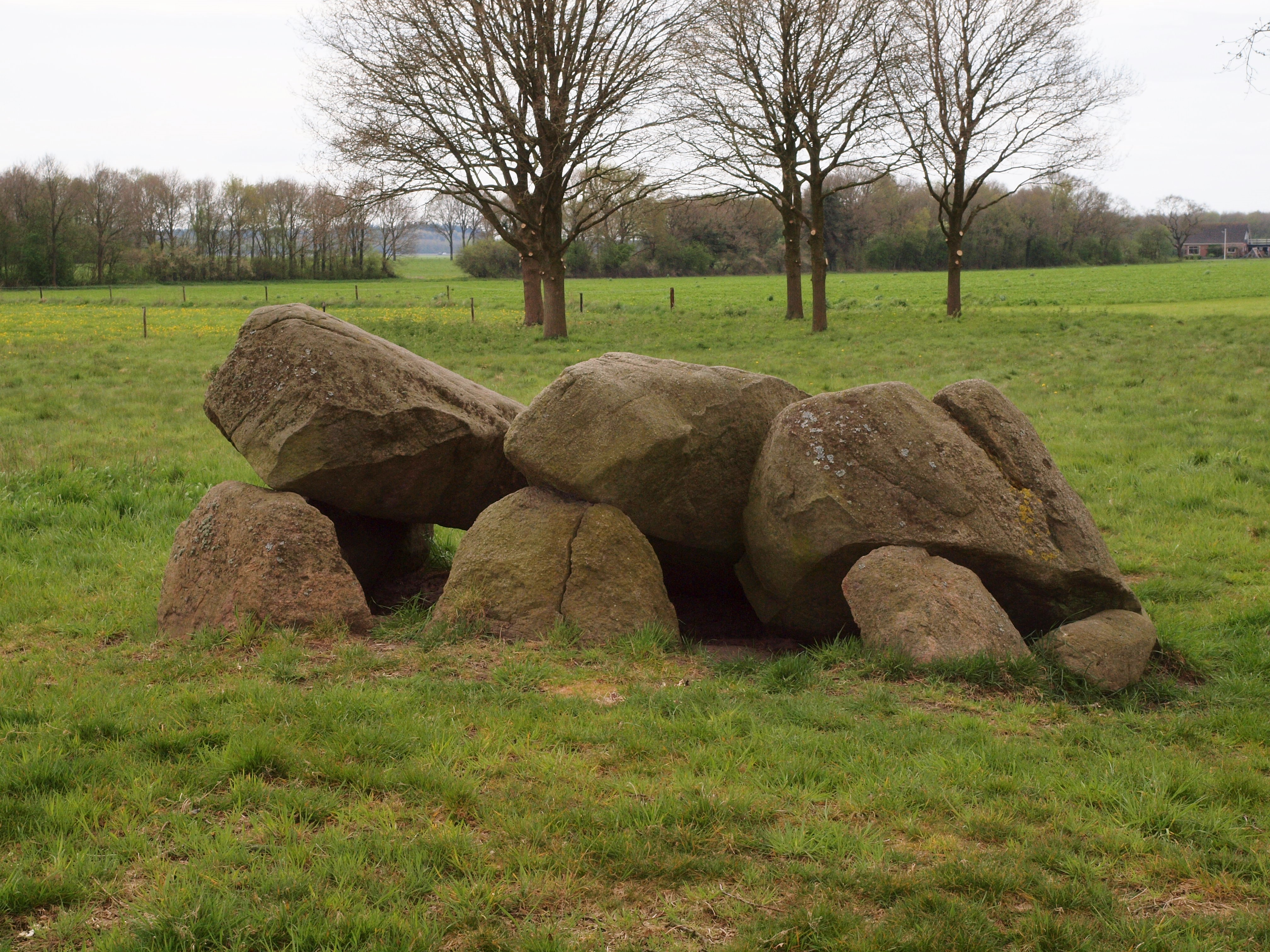